# The Raven (cançó)
"The Raven" és una cançó de The Alan Parsons Project, gravada l'abril de 1976 a Mama Jo's Studio, North Hollywood, Los Angeles És la segona pista del seu àlbum de debut, Tales of Mystery and Imagination, que és un homenatge a l'autor i poeta Edgar Allan Poe. La lletra de la cançó es basa en el poema homònim de Poe i va ser escrita per Alan Parsons i Eric Woolfson.
Cal destacar-ne l'inici, on es pot sentir la veu distorsionada d'Alan Parsons amb un sintetitzador i la tornada, on es repeteix l'expressió més famosa del poema, "Never more" (Mai més). És de les poques cançons on es pot sentir la veu d'Alan Parsons.
Tot i la pobre rebuda que va tenir The Raven en ser publicada, avui en dia és una de les cançons més populars pels seus fans i un dels temes més esperats durant els seus concerts.
"The Raven" va ser una de les primeres cançons a utilitzar un  sintetitzador desenvolupat i fabricat per EMI Central Research Laboratories, que es va fer servir per processar la veu d'Alan Parsons. L'actor Leonard Whiting interpreta la veu principal durant la resta de la cançó, amb Eric Woolfson i el cor de nois de la Westminster City School fent els cors.
"The Raven" va ser el segon senzill llançat de Tales of Mystery and Imagination i va assolir el número 80 a la llista nord-americana Billboard Hot 100 la setmana del 30 d'octubre de 1976. No apareix a The Best of the Alan Parsons Project ni a The Best of the Alan Parsons Project, Volume 2, ja que la banda va passar de 20th Century Records a Arista Record després del llançament de Tales of Mystery and Imagination. Sí que apareix a la versió americana de la col·lecció de 2 CD de 1997 The Definitive Collection i a la col·lecció de 2007, The Essential Alan Parsons Project.

## Cara B
La cara B de "The Raven" és el preludi de "The Fall of the House of Usher". "The Fall of the House of Usher" és una suite instrumental que dura més de quinze minuts i ocupa la major part de la cara dos de Tales of Mystery and Imagination, tot i que el preludi s'ha retallat a 5:59. Encara que no s'acrediti, el preludi està extret del fragment de l'òpera "La chute de la maison Usher" de Claude Debussy, que va ser composta entre 1908 i 1917.